# الفيلق الأسود
الفيلق الأسود ( (بالكرواتية: Crna Legija)‏ ) ، رسميًا ، اللواء النشط الدائم الأول ( Prvi stajaći djelatni sdrug ) ، كان وحدة مشاة ميليشيا أوستاشية نشطت خلال الحرب العالمية الثانية في دولة كرواتيا المستقلة . تم تشكيل الفيلق في سبتمبر 1941 باعتباره أول فوج أوستاشا. كانت تتألف إلى حد كبير من اللاجئين البوسنيين والكروات من شرق البوسنة ، حيث ارتكب الشيتنيك مذابح كبيرة وبدرجة صغيرة من قبل الثوار اليوغوسلاف. أصبح معروفًا بمواجهته العنيفة ضد الشيتنيك والمتمردين والمذابح ضد المدنيين الصرب. كان قادة الفيلق هم العقيد جور فرانسيت والرائد رافائيل بوبان، ويتكونون من 1000 إلى 1500 رجل.